# Hermann Nazarenus
Hermann Nazarenus (* 15. Februar 1936; † 13. September 2018 in Eibelshausen) war ein deutscher Fußballspieler, der von 1955 bis 1960 als Aktiver von Kickers Offenbach in der damals erstklassigen Fußball-Oberliga Süd 69 Ligaspiele absolviert und dabei 23 Tore erzielt hat. Der zumeist am Flügel operierende Offensivspieler gehörte beim OFC dreimal in den Jahren 1957, 1959 und 1960 den Vizemeisterteams in der süddeutschen Oberliga an. Der im damals überwiegend praktizierten WM-System zumeist als Linksaußen eingesetzte Stürmer wurde 1957 vom DFB zu einem Einsatz in der B-Nationalmannschaft berufen.

## Laufbahn

### Amateur, Oberliga Süd und wieder Amateur, bis 1970
Das Talent Hermann Nazarenus entwickelte sich bei seinem Heimatverein Phönix Düdelsheim an der Seite seines drei Jahre älteren Bruders Willi. Die fußballerische Klasse der Brüder ragte so elementar über das der Mitspieler hinaus, dass im Wetteraukreis von der „Nazarenus“-Elf gesprochen wurde. Mit 19 Jahren wechselte Hermann zur Runde 1955/56 als hochtalentierter Linksaußen an den Bieberer Berg zum süddeutschen Oberligisten Kickers Offenbach. Unter der Anleitung von dem prägenden Trainer Paul Oßwald lernte er die Qualität des süddeutschen Spitzenfußballs kennen. Am siebten Rundenspieltag, den 16. Oktober 1955, debütierte er bei einer 0:4-Auswärtsniederlage beim FC Schweinfurt 05 in der Oberliga Süd. Der Kickers-Angriff war in der Besetzung mit Engelbert Kraus, Gerhard Kaufhold, Helmut Preisendörfer, Ernst Wade und Hermann Nazarenaus dabei ohne Torerfolg geblieben. Stammspieler am linken Flügel blieb aber in seinem ersten Offenbacher Jahr Wilhelm Weber, der in 30 Einsätzen fünf Tore erzielte. Der junge Neuzugang aus Düdelsheim musste sich mit fünf Ligaeinsätzen und zwei Toren begnügen. Der OFC belegte den vierten Rang.
In seiner zweiten Runde, 1956/57, belegte Nazarenus mit den Kickers hinter Meister 1. FC Nürnberg den zweiten Rang, zwei Punkte vor Vorjahresmeister Karlsruher SC. Der torgefährliche Angriff um Preisendörfer (18 Tore), Kraus (15), Kaufhold (14) und Hermann Nazarenus (21 Spiele – 9 Tore) hatte mit 81 Treffern die meisten Tore im Süden erzielt. Nach sechs Spieltagen in der Hinrunde hatte Offenbach mit 11:1 Punkten die Tabelle angeführt und Nazarenus hatte sich als vierfacher Torschütze ausgezeichnet. Leider verletzte sich der Linksaußen im Februar 1957 – nach 21 Einsätzen mit neun Toren – so schwer, dass er kein Rundenspiel mehr bestreiten konnte. Der Flügelspieler fiel auch komplett in der Endrunde um die deutsche Fußballmeisterschaft 1957 aus, wo Offenbach durch eine 1:2-Niederlage am 2. Juni in Ludwigshafen gegen Titelverteidiger Borussia Dortmund am Einzug in das Endspiel scheiterte.
In der Weltmeistersaison 1957/58 erobert sich zwar die neue Offenbacher Stürmerhoffnung Siegfried Gast mit 20 Treffern die Torjägerkrone im Süden, aber der OFC kam nicht über den fünften Rang hinaus. Nazarenus kam in der letzten Saison von Trainer Oßwald auf 24 Ligaspiele, in denen er drei Tore erzielte. Bundestrainer Herberger nahm den Flügelstürmer näher unter die Lupe und nominierte die zwei Offenbacher Angreifer „Berti“ Kraus und Nazarenus nach dem Ligaspiel beim Spitzenreiter 1. FC Nürnberg (1:2), für das Länderspiel der B-Nationalmannschaft am 21. Dezember 1957 in Budapest gegen Ungarn. Beim 2:2 erzielte der Aachener Michael Pfeiffer beide deutschen Treffer und Kraus und Nazarenus stürmten an den Flügeln. Einen Tag danach, am 22. Dezember, gewann die A-Nationalmannschaft ein Freundschaftsspiel in Hannover gegen Ungarn 1:0 und Heinz Vollmar aus Saarbrücken war dabei als Linksaußen im Einsatz. Zur Teilnahme am WM-Turnier in Schweden reichte es im Sommer 1958 zwar nicht, aber auf Einladung des Deutsch-Amerikanischen Fußball-Bundes führte nach Rundenende Offenbach eine imponierende USA-Tournee durch und die Brüder Nazarenus gehörten der OFC-Delegation an. Sechs Spiele wurden gegen All Stars New York (4:2), eine Auswahl von Connecticut in Hartford (11:0), Philadelphia (9:2), Detroit (4:0), St. Louis (4:1) und zum Abschluss nochmals gegen All Stars NY durchgeführt. In der Reiseleitung war auch der damalige DFB-Generalsekretär Georg Xandry vertreten. Fast alle Spieler der USA-Reise waren auch ein Jahr zuvor im August 1957 dabei, als die Reise in die Sowjetunion geführt hatte.
Unter dem neuen Trainer Bogdan Cuvaj erreichte Kickers Offenbach in der Saison 1958/59 die Vizemeisterschaft. Die Meisterschaft gewann der Lokalrivale Eintracht Frankfurt unter dem vorherigen Offenbacher Erfolgstrainer Paul Oßwald. Von Verletzungen gehindert nahm Nazarenus an 17 Ligaspielen teil und erzielte dabei neun Tore. Am 28. Spieltag stürmte er beim 1:0-Heimerfolg gegen die SpVgg Fürth auf Rechtsaußen und Offenbach führte mit 47:9 Punkten die Tabelle an. Danach fiel Nazarenus für den Rest der Runde verletzt aus, auch für die komplette Endrunde um die deutsche Meisterschaft. Er konnte nicht aktiv am Einzug in das Finale am 28. Juni in Berlin gegen Eintracht Frankfurt teilnehmen und auch der etatmäßige Mittelläufer Helmut Sattler war durch eine Sperre an der Endspielteilnahme gehindert.
Die Verletzungsfolgen aus der Saison 1958/59 erlaubten Hermann Nazarenus 1959/60 lediglich noch zwei weitere Oberligaeinsätze. Im Sommer 1960 kehrte er als Sportinvalide zu seinem Heimatverein Phönix Düdelsheim zurück. Mit den Schwarz-Gelben von der „Marktweide“ schaffte Nazarenus 1962 den Aufstieg in die 2. Amateurliga und 1965 in die Gruppenliga Mitte.